# Secondo sciopero della fame
Il secondo sciopero della fame, svoltosi nel Carcere di Maze, nella località nordirlandese di Long Kesh, dal 1º marzo 1981 al 3 ottobre 1981, fu uno sciopero portato avanti da detenuti dell'Provisional IRA e dell'INLA con lo scopo di essere riconosciuti come prigionieri politici. Lo sciopero portò alla morte per fame di Bobby Sands, Joe McDonnell e di altri 8 detenuti.

## Motivi
Dopo che alla fine del primo sciopero della fame i detenuti repubblicani del carcere di Maze non avevano ottenuto lo status di prigionieri politici che il governo britannico aveva tolto loro fin dal 1976, i prigionieri decisero di cominciare un nuovo sciopero della fame. I detenuti facevano cinque richieste, che divennero note come Five demands:
1. Diritto di indossare i propri vestiti e non la divisa carceraria.
2. Diritto di non svolgere il lavoro carcerario.
3. Diritto di libera associazione con gli altri detenuti durante le ore d'aria.
4. Diritto di avere reintegrata la remissione di metà della pena, diritto che avevano perduto in conseguenza delle proteste.
5. Diritto di ricevere pacchi settimanali, posta e di poter usufruire di attività ricreative.

Il governo britannico non intendeva cedere alle richieste dei detenuti per non compromettere la propria strategia di criminalizzazione del movimento repubblicano, il quale effettivamente commetteva reati violenti lesivi di diritti altrui. Questa strategia mirava a presentare i detenuti repubblicani dell'IRA e dell'INLA come dei criminali comuni senza privilegi.

## Storia
A differenza del primo sciopero della fame i detenuti non avrebbero cominciato il digiuno in gruppo ma singolarmente, a intervalli regolari, per prolungare l'impatto sull'opinione pubblica e per mantenere alta la pressione sul governo britannico.
Il primo a rifiutare il cibo fu, il 1º marzo 1981, Bobby Sands, OC (Officer Commanding, comandante) dei detenuti dell'IRA. Il secondo a digiunare, il 15 marzo 1981 fu Francis Hughes, seguito una settimana dopo da Raymond McCreesh e da Patsy O'Hara, comandante dei detenuti dell'INLA.
Il 5 marzo morì improvvisamente il nazionalista indipendente Frank Maguire, membro del parlamento britannico per la circoscrizione di Fermanagh-South Tyrone. Dopo alcuni colloqui tra il Sinn Féin, il Partito Social Democratico e Laburista (SDLP) e il fratello di Frank Maguire, Noel, che in un primo momento sembrava volersi candidare, si decise di presentare Bobby Sands come unico candidato nazionalista, opposto al candidato dell'Ulster Unionist Party (UUP) Harry West.
Al termine di una campagna elettorale tra le più tese della storia britannica il 9 aprile 1981 vennero annunciati i risultati: Bobby Sands aveva ottenuto 30492 voti contro i 29046 di West diventando così membro del parlamento britannico. Per un attimo sembrò che un accordo fosse possibile, anche a causa delle pressioni internazionali sul governo inglese, ma Margaret Thatcher rimase inamovibile. Il 5 maggio 1981 Sands morì dopo 66 giorni di digiuno e venne sostituito nel digiuno da Joe McDonnell.
Il 12 maggio fu la volta di Francis Hughes a morire e poi, il 21 maggio, morirono a poche ore di distanza l'uno dall'altro McCreesh e O'Hara. Tutti e tre vennero sostituiti da altri detenuti.
Al dolore delle famiglie Hughes e O'Hara di aver perso i loro cari, si aggiunse la rabbia nel momento in cui gli vennero restituiti i corpi, entrambi i quali presentavano i segni di percosse ricevute quando erano già privi di vita.
Mentre la situazione nelle strade dell'Irlanda del Nord diventava sempre più tesa e ingovernabile, il governo britannico, servendosi come intermediario di un uomo d'affari cattolico di Derry, iniziò una trattativa segreta con la dirigenza della Provisional IRA. Parallelamente a questa iniziativa segreta vi fu l'intervento pubblico dell'Irish Commission for Justice and Peace (ICJP), organismo legato alla Chiesa cattolica irlandese e ai partiti nazionalisti moderati, che inviò una sua delegazione per parlare con i funzionari del Northern Ireland Office (NIO), con i detenuti in sciopero e con l'OC dei prigionieri, Brendan McFarlane, che era subentrato a Sands all'inizio dello sciopero. Sia la missione dell'ICJP che la trattativa segreta si interruppero però l'8 luglio quando, in anticipo sulle previsioni, Joe McDonnell morì, scatenando ancora una volta la violenza nelle strade. Dopo di allora non vi furono più passi avanti e lo sciopero si trasformò in uno scontro di volontà tra Margaret Thatcher e i detenuti che, per lealtà, non erano pronti ad accettare niente di meno di ciò per cui i loro compagni erano morti.

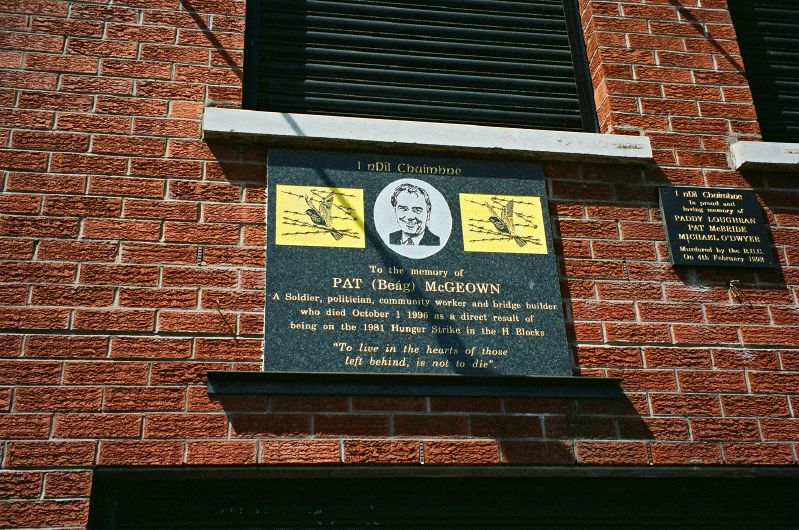
Targa in ricordo di Pat McGeown, in cui si associa la sua morte alle conseguenze fisiche dello sciopero della fame, Falls Road, West Belfast

 Il 13 luglio morì Martin Hurson, mentre il 31 luglio la madre di Paddy Quinn, che digiunava da 47 giorni, autorizzò l'intervento dei medici quando suo figlio entrò in coma. Dato che la legge britannica prevedeva che, in caso di coma, fossero i parenti a poter autorizzare l'intervento medico, uno dei cappellani del carcere, padre Denis Faul iniziò una serie di riunioni con i familiari dei detenuti per convincerli a intervenire una volta che i loro congiunti avessero perso conoscenza.
Il 1º agosto fu la volta di Kevin Lynch a morire, mentre il giorno seguente si spense anche Kieran Doherty che durante lo sciopero era stato eletto al Dáil Éireann, il parlamento irlandese, nella circoscrizione di Cavan-Monaghan. L'8 agosto morì Thomas McElwee, cugino di Francis Hughes e il 20 agosto, mentre moriva il decimo detenuto, Mickey Devine, Pauline McGeown, moglie di Patrick McGeown, fu la seconda ad autorizzare l'intervento medico quando suo marito entrò in coma. Dato che le famiglie di coloro che stavano ancora digiunando avevano dichiarato in maggioranza che avrebbero autorizzato l'intervento medico, i detenuti compresero che lo sciopero ormai non aveva più senso e il 3 ottobre 1981 annunciarono la fine del digiuno. Poco dopo il governo britannico annunciò una revisione del sistema carcerario, concedendo ai detenuti la maggior parte delle loro richieste.

## Conseguenze
La conseguenza maggiore dello sciopero della fame, oltre a una indubbia propaganda per la causa repubblicana in Irlanda e all'estero, fu quella di far aprire gli occhi al movimento repubblicano sulla necessità di affiancare alla lotta armata una strategia politica che prevedesse anche la partecipazione alle elezioni, da sempre un tabù per i repubblicani irlandesi. Il 9 aprile 1981 Bobby Sands fu eletto al Parlamento britannico. Ciò portò al rafforzamento e alla crescita del Sinn Féin, braccio politico della Provisional IRA, e, in ultima analisi, fu una delle cause che contribuirono al "processo di pace" che culminò nell'aprile 1998 con la firma del cosiddetto Accordo del Venerdì Santo.

## Partecipanti

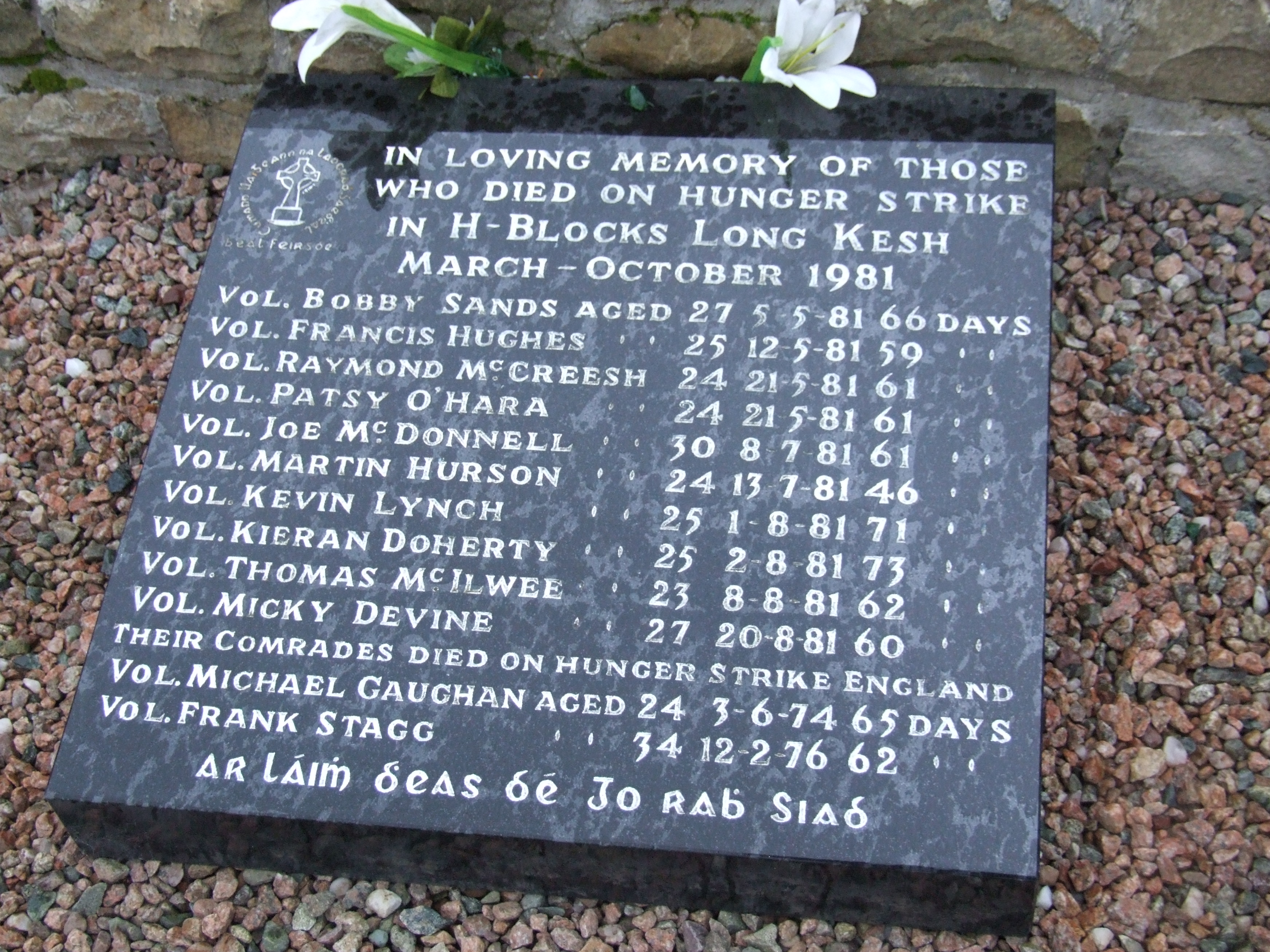
Targa commemorativa dello sciopero della fame nel cimitero di Milltown, a Belfast

- Bobby Sands (IRA): di Belfast. Morto il 5 maggio 1981 dopo 66 giorni di digiuno.
- Francis Hughes (IRA): di Bellaghy, contea di Derry. Morto il 12 maggio 1981 dopo 59 giorni di digiuno.
- Raymond McCreesh (IRA): di Camlough, contea di Armagh. Morto il 21 maggio 1981 dopo 61 giorni di digiuno.
- Patsy O'Hara (INLA): di Derry. Morto il 21 maggio 1981 dopo 61 giorni di digiuno.
- Brendan McLaughlin (IRA): della contea di Derry. Ha interrotto lo sciopero dopo 13 giorni di digiuno a causa di un'ulcera perforata.
- Joe McDonnell (IRA): di Belfast. Morto l'8 luglio 1981 dopo 61 giorni di digiuno.
- Martin Hurson (IRA): di Cappagh, contea di Tyrone. Morto il 13 luglio 1981 dopo 46 giorni di digiuno.
- Paddy Quinn (IRA): di Camlough, contea di Armagh. Ritirato dalla famiglia dopo 47 giorni di digiuno.
- Kevin Lynch (INLA): di Dungiven, contea di Derry. Morto il 1º agosto 1981 dopo 71 giorni di digiuno.
- Kieran Doherty (IRA): di Belfast. Morto il 2 agosto 1981 dopo 73 giorni di digiuno. Memoriale in ricordo degli scioperi della fame che si trova al Free Derry Corner, Bogside, Derry

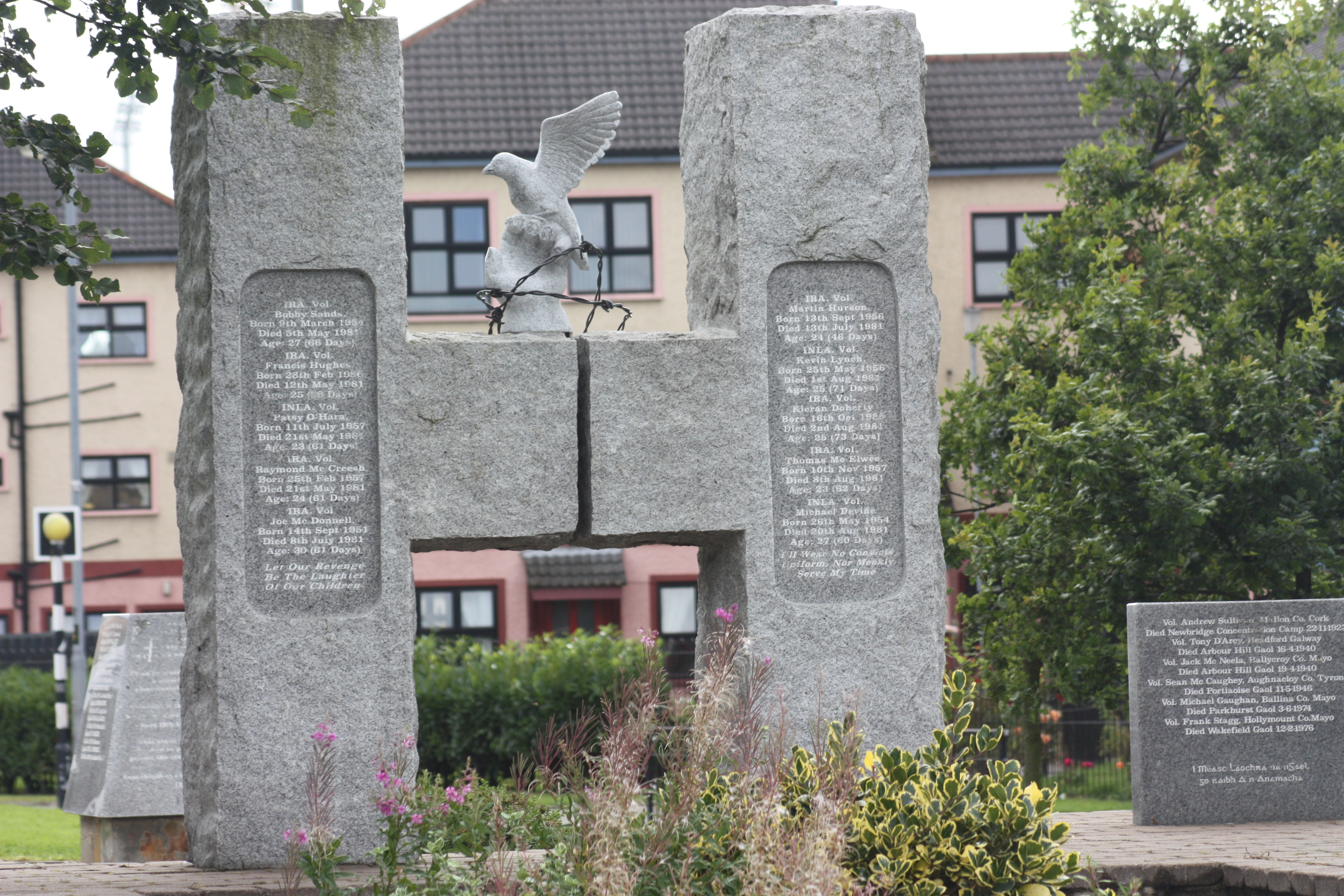
Memoriale in ricordo degli scioperi della fame che si trova al Free Derry Corner, Bogside, Derry

- Thomas McElwee (IRA): di Bellaghy, contea di Derry. Morto l'8 agosto 1981 dopo 62 giorni di digiuno.
- Mickey Devine (INLA): di Derry. Morto il 20 agosto 1981 dopo 60 giorni di digiuno.
- Patrick McGeown (IRA): di Belfast. Ritirato dallo sciopero dalla famiglia dopo 42 giorni di digiuno.
- Laurence McKeown (IRA): di Randalstown, contea di Antrim. Ritirato dalla famiglia dopo 70 giorni di digiuno.
- Matt Devlin (IRA): di Ardboe, contea di Tyrone. Ritirato dalla famiglia dopo 52 giorni di digiuno.
- Bernard Fox (IRA): di Belfast. Ha interrotto lo sciopero dopo 33 giorni di digiuno a causa di problemi al fegato.
- Liam McCloskey (INLA): di Dungiven, contea di Derry. Ha interrotto lo sciopero dopo 55 giorni di digiuno quando la sua famiglia aveva dichiarato che sarebbe intervenuta per salvargli la vita.
- Patrick Sheehan (IRA): di Belfast. Ha interrotto lo sciopero il 3 ottobre 1981 dopo 55 giorni di digiuno.
- Jackie McMullan (IRA): di Belfast. Ha interrotto lo sciopero il 3 ottobre 1981 dopo 48 giorni di digiuno.
- Gerard Carville (IRA): della contea di Down. Ha interrotto lo sciopero il 3 ottobre 1981 dopo 34 giorni di digiuno.
- John Pickering (IRA): di Belfast. Ha interrotto lo sciopero il 3 ottobre 1981 dopo 27 giorni di digiuno.
- Gerard Hodgins (IRA): di Belfast. Ha interrotto lo sciopero il 3 ottobre 1981 dopo 20 giorni di digiuno.
- Jim Devine (IRA): della contea di Tyrone. Ha interrotto lo sciopero il 3 ottobre 1981 dopo 13 giorni di digiuno.

## Nella cultura di massa
- Hunger (film del 2008)
- Bobby Sands: 66 Days (documentario del 2016)[10]